# Bernard Castagné
Pour les articles homonymes, voir Castagné.
 (décembre 2024).
Si vous disposez d'ouvrages ou d'articles de référence ou si vous connaissez des sites web de qualité traitant du thème abordé ici, merci de compléter l'article en donnant les références utiles à sa vérifiabilité et en les liant à la section « Notes et références ».
Bernard Castagné, né le 27 avril 1958, est un pilote automobile français spécialisé dans les courses de voitures de tourisme en formules de promotion françaises (Renault et Peugeot), qui fut aussi régulièrement coureur en Grand Tourisme. 

## Biographie
Sa carrière en compétition automobile s'étale entre 1978 (Coupe de l'Avenir) et 2012 (Rencontres Peugeot Sport). Il ne fera que quatre  courses en Coupe de l'Avenir, et devra attendre 1980 pour débuter en Coupe Renault 5 Alpine. Avec plus de 100 pilotes régulièrement engagés, il se classera souvent dans les 20 premiers.
À partir de 1985, il dispute la nouvelle Coupe Renault 5 GT Turbo. Après une première victoire à Rouen (sur le tracé des Essarts), il termine vice champion de France en 1986, puis en 1987, avant de gagner le championnat en 1988. D'autres victoires ponctueront ces trois années (notamment Grand Prix de Pau, Croix en Ternois, Rouen, etc...)
En 1989 et 1990 il passe à l'échelon supérieur en Europa Cup, avec des R21 Turbo, en lever de rideau des principaux Grands Prix de F1 en Europe. Des podiums (Nogaro) et des places d'honneur jalonnent ces deux saisons.
En 1991, c'est la Coupe Peugeot 309 qui est à son programme. Celle-ci s'inspire de l'Europa Cup Renault avec plusieurs courses Européennes. Bernard Castagné en remportera deux (Spa et Nürburgring), et termine 4e du championnat.
Il fait son retour chez Renault à partir de 1992 dans la nouvelle Eurocup Clio. De 1992 à 1995, il gagne deux fois le Championnat européen, en 1992 et 1994. Il obtient plusieurs victoires lors de ce parcours, dont une à Monaco lors de la course disputée en lever de rideau du Grand Prix de F1.
De 1996 à 1998, Castagné continue l'Eurocup avec le Spider Renault, toujours en lever de rideau des principaux Grands Prix de F1 Européens. Il obtient des résultats en dents de scie, les réglages de la voiture n'ayant jamais été optimisés.
Entre 1999 et 2002, nombre de ses courses ont lieu en Championnat de France FFSA GT (équipier d'Olivier Porta sur une Porsche 993 en 1999). Il obtient une victoire à Lédenon en 2000, toujours sur Porsche 993 Carrera Cup avec Marcel Sciabbarrasi.
De 2007 à 2010, il évolue dans les « Rencontres Peugeot », en courses-relais, au volant le la 206 16S, puis de la 207 RC, avec en 2010 une victoire au Championnat avec comme équipiers Frédéric Farnière et son fils Benoît Castagné.
Bernard Castagné effectue quelques courses les années suivantes, toujours en courses-relais Peugeot Sport, avec la 207, puis la 208 mais sans retrouver le chemin du succès.

## Palmarès

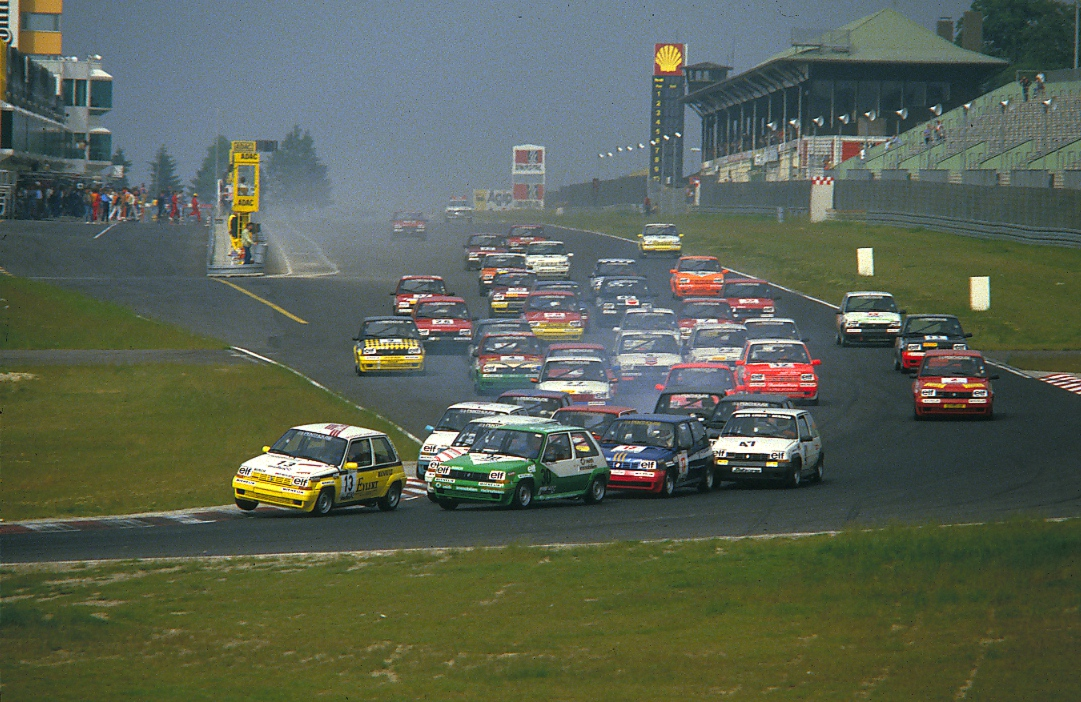
Un départ en Coupe Renault 5 Turbo, ici version allemande (Nürburgring 1985).

- Europa Cup Renault Clio: 1992 et 1994 (sur Renault Clio 16v);
- Coupe de France Renault 5: 1988 (Renault Super 5 GT Turbo);
  - 2e de la coupe de France Renault 5 Turbo: 1986 et 1987;
  - 3e de l' Europa Cup Renault Clio: 1993.

(NB: il termine également cinquième des 24 Heures de Spa en 1995, avec Hennes et Schoonbroodt sur BMW M3.)